# Червоний захід
«Червоний захід» або «Червоний захід на Дніпрі» (рос. Красный закат) — картина, написана українським художником Архипом Куїнджі в 1905—1908 роках. Належить Музею Метрополітен у Нью-Йорку (інв. номер — 1974.100). Розмір картини — 134,6 × 188 см.

## Історія
«Червоний захід» — одна з останніх великих картин, написаних Куїнджі. Інші картини того ж періоду — «Нічне» (1905—1908, Державний Російський музей) і «Волга» (1905—1908, Азербайджанський державний музей мистецтв імені Рустама Мустафаєва).
Після смерті Куїнджі, в 1910 році, картина «Червоний захід» за його заповітом була передана Товариству художників імені А. І. Куїнджі — творчому об'єднанню художників Петербурга, заснованому в 1909 році. У 1916/1918 році картина була продана К. Б. Дембовському за 22 500 рублів. Наприкінці 1960-х років картина була в нью-йоркській колекції Петра Третьякова, після чого тричі перепродувалась і, нарешті, була придбана для колекції Метрополітен-музею у квітні 1974 року.

## Ескізи

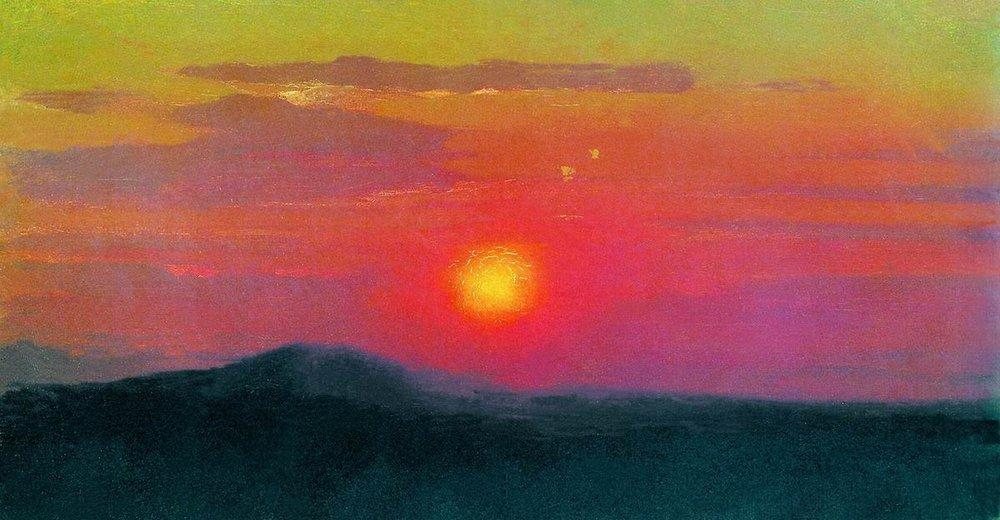
Архип Куїнджі "Червоний захід (1890—1895)

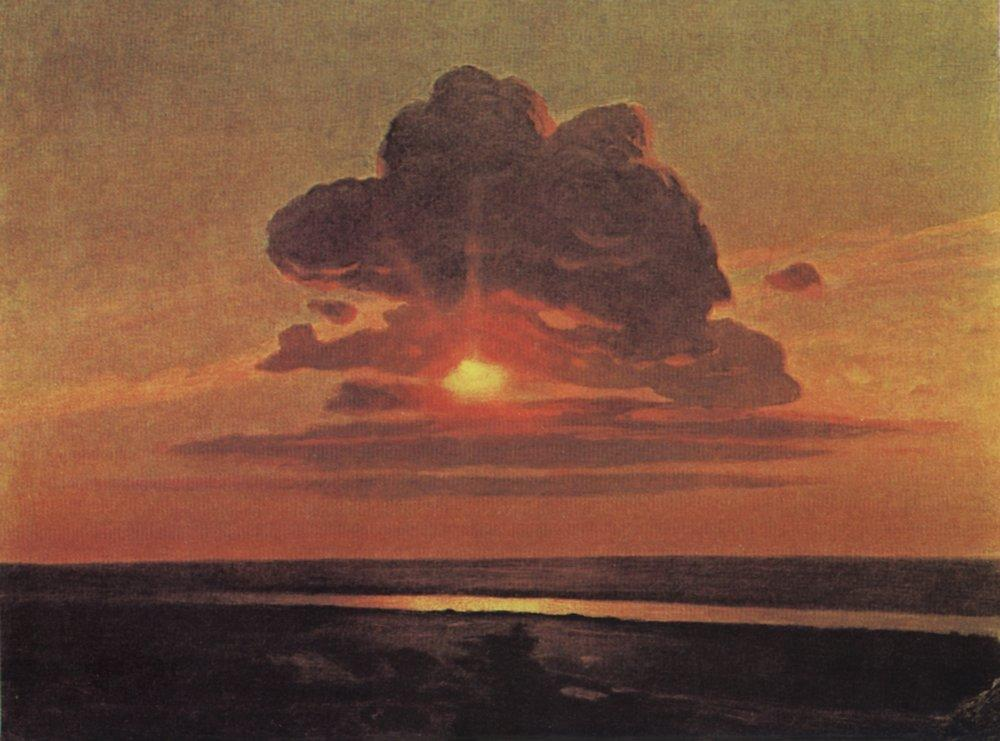
Архип Куїнджі "Червоний захід (1898—1908)

Відомий ескіз Куїнджі «Червоний захід» (1890—1895, полотно на картоні, олія, 19,2 × 35,5 см), що знаходиться в Державному Російському музеї, а також інший ескіз «Червоний захід» (1898—1908), що належить колекції Маріупольського художнього музею імені А. І. Куїнджі.